# Novoty
Árvaújhely (szlovákul  Novoť) község Szlovákiában, a Zsolnai kerületben, a Námesztói járásban.

## Fekvése
Námesztótól 20 km-re nyugatra, a lengyel határ közelében fekszik. Közúti határátkelőhely Lengyelország (Ujsoty) felé.

## Története
A falu 1691-ben keletkezett az árvai váruradalom részeként. Kezdetben Gyurkó volt a neve, majd 1696-ban „Gyurczekova”, 1712-ben pedig „Novotty” néven említik. 1715-ben 250-en lakták. 1778-ban 667 volt a lakosság száma.
A 18. század végén Vályi András így ír róla: „NOVOTJ. Novotti. Elegyes Lengyel falu Árva Vármegy. földes Ura a’ K. Kamara, lakosai katolikusok, fekszik azon völgyben, mellyben Zakamenec épűlt, nem kedves helyen, határja sovány, mert az árvíz rongállya.”
1828-ban 186 házában 1180 lakos élt. Lakói mezőgazdasággal, lentermesztéssel, fazsindely és lemez készítéssel, favágással, tutajozással, faszerszámok, faedények készítésével foglalkoztak.
Fényes Elek 1851-ben kiadott geográfiai szótárában így ír a faluról: „Novotti, tót falu, Árva vármegyében, 1184 kath. 6 zsidó lak. Kath. paroch. templom. Lent termeszt; zsindelyt, vásznat csinál. Sessioja 48 4/8 F. u. az árvai uradalom.”
A 20. század elején nevét „Árvaújhely”-re magyarosították (korábban: Novoty), de ez nem bizonyult maradandónak. A trianoni diktátumig Árva vármegye Námesztói járásához tartozott.

## Népessége
| Év:            | 1994. | 2004.    | 2014.    | 2024.   |
| -------------- | ----- | -------- | -------- | ------- |
| Emberek száma: | 2828  | 3158     | 3506     | 3818    |
| Eltérés:       |       | +11,66 % | +11,01 % | +8,89 % |

| Év:            | 2023. | 2024.   |
| -------------- | ----- | ------- |
| Emberek száma: | 3790  | 3818    |
| Eltérés:       |       | +0,73 % |

1910-ben 1571, túlnyomórészt szlovák anyanyelvű lakosa volt.
2001-ben 3065 lakosából 3047 szlovák volt.
2011-ben 3356 lakosából 3310 szlovák volt.

## Nevezetességei
- A Kisboldogasszony tiszteletére szentelt római katolikus temploma 1942 és 1948 között épült a korábbi fatemplom helyett.
- Szentháromság szobra 1806-ban, Nepomuki Szent János és Szenvedő Krisztus szobra 1825-ben, Pietája 1800-ban készült.

## Külső hivatkozások
- Hivatalos oldal
- Községinfó
- Novoty Szlovákia térképén
- A község az árvai régió honlapján
- E-obce.sk[halott link]